# 정약용
정약용(丁若鏞, 1762년 8월 5일~1836년 4월 7일)은 조선 후기의 문신이자 실학자·저술가·시인이다. 본관은 나주, 아명은 귀농(歸農), 자는 수시(美庸), 호는 다산(茶山)·사암(俟菴)·탁옹(籜翁)·태수(苔叟)·자하도인(紫霞道人)·철마산인(鐵馬山人)·문암일인(門巖逸人), 당호는 여유당(與猶堂)이며, 시호는 문도(文度)이다.IASB
2012년, 다산 탄생 250주년을 맞아 '2012년 유네스코 세계기념인물'로 선정되었다.

## 어린 시절
1762년 경기도 광주부 초부면 마재(마현(馬峴), 현재의 남양주시 조안면 능내리 94)에서 태어났다. 정약용이 태어난 두물머리는 남한강과 북한강이 만나는 지점이다. 강원도 태백에서 발원한 남한강은 정선, 영월, 충주, 여주를 거쳐 양수리에서 북한강과 합류한다. 현재는 생가터와 실학박물관 등 정약용 유적지가 잘 조성되어있다.
부친 정재원은 첫 부인 의령 남씨와 사이에 큰아들 약현을 낳았고, 둘째 부인인 고산 윤선도의 오대손녀인 윤소온(해남 윤씨, 조부 윤두서, 부친 윤덕렬)씨 사이에 약전, 약종, 약용 3형제와 딸 한 명을 낳았으며, 정약용은 4남 2녀 중 네번째 아들이었다. 정약용이 태어난 해에는 영조의 노여움을 산 사도세자가 뒤주 속에 갇혀 죽는 일이 벌어졌다.(5월) 부친 정재원은 벼슬을 내려놓고 낙향하였고 그해 6월에 태어난 정약용의 아호를 귀농(歸農)이라 지었다. 벼슬을 탐하여 당쟁에 휘말리지 말고 농촌에 귀의하라는 의미를 담은 것이었다.
정약용의 선조들은 8대를 연이어 문과에 급제하여 모두 홍문록에 올랐는데 고조부, 증조부, 조부의 3대에 이르러서는 벼슬에 오르지 못했다. 아버지 정재원은 1762년 3월에 생원시에 합격한 후에는 대과에 응시하지 않았다. 출세에는 큰 욕심이 없었기에 사돈인 채제공이 대과 응시를 여러차례 권유하였으나 마다하였다. 뒤늦게 음관으로 벼슬길에 나간것은 생활고 때문이었으며 호조좌랑, 울산부사, 진주목사(정3품)까지 지냈다.

### 가문의 내력
본관은 압해(押海)였다. 지금은 전라남도 신안군에 속하는 섬이지만 조선시대에는 나주목에 속해있었기에 나주 정씨로도 불렸다. 조상들은 고려 말에 황해도 배천에 살다가 조선이 개국하자 서울로 이주했다. 11대 조부 정자급(丁子伋)이 승문원 교리를 지낸 이래 8대에 걸쳐 벼슬을 하였다. 홍문관 부제학을 지낸 정수강, 병조 판서를 지낸 정옥형, 의정부 좌찬성을 지낸 정응두, 대사헌을 지낸 정윤복, 강원도 관찰사를 지낸 정호선, 홍문관 교리를 지낸 정언벽, 병조 참의를 지낸 정시윤이다. 8대 조상이 연이어 모두 홍문관 명부에 이름을 올렸는데, 홍문관은 사헌부, 사간원과 함께 삼사(三司)로 불린 중요부서로 학문이 높은 학자관료만 들어갈 수 있었다.
조선의 역대 문과 급제자들의 명부인 '국조문과방목'을 보면 홍문관에서 근무한 자들은 따로 표시할 정도로 높은 평가를 받았다. 조선시대 청요직(淸要職)의 상징으로서 정승·판서 등 고위 관리들은 거의 예외없이 이곳을 거쳐갔다. 그래서 정약용은 평소 팔대옥당(八代玉堂)이라 하며 학문명가임을 자랑스럽게 생각했다. 1694년(숙종 20) 갑술환국으로 서인이 집권하여 남인이 몰락하자 5대조 정시윤은 당쟁을 피해 경기도 광주 마현(馬峴)으로 옮겨 살았다. 고조부 정도태(丁道泰), 증조부 정항신(丁恒愼)은 벼슬을 하지 못했다. 고조 정도태, 증조 정항신은 진사시에 입격했고, 조부 정지해(丁志諧)는 통덕랑에 오르기는 했다.

### 언문습득
정약용은 특별한 스승이 없이 부친 정재원의 임지를 따라다니며 부친으로부터 학문을 배웠다. 형 정약전은 성호 이익의 학맥을 잇는 녹암 권철신으로부터 사사했으나 정약용은 부친의 가르침 이외에 독학하였다. 이가환, 이승훈과 교류하게 되면서 이익의 학문을 접했으나 유작을 통해서 사숙(私淑)했을 뿐이다.
네살에 천자문을 배웠고 일곱 살 때 '바다'라는 시를 지은 것이 남아있다. 열 살 이전의 어린 시절에 지은 시를 모아 《삼미자집》(三眉子集)이라는 책을 냈는데 현재 전해지지 않는다. 삼미(三眉)라는 별명은 어릴 적에 걸렸던 천연두가 나으면서 생긴 흉터 때문에 눈썹이 세 개 생겼다는 뜻이다. 아홉살 때 어머니가 돌아가셔서 맏형수 경주 정씨와 계모 김씨의 사랑을 받으면서 자랐다. 열살 때 경서와 사서를 모방해서 작문한 글이 자신의 키만큼 쌓였다고 한다.
어릴 적에 천연두에 걸렸으나, 왕족 출신의 사가 명의였던 이헌길의 진료로 인하여 살았다. 정약용은 훗날 이헌길의 《마진기방》을 바탕으로 한층 발전된 홍역 치료서 《마과회통》을 집필하고, 이것은 현대 의학이 들어오기까지 수많은 조선의 생명을 구한다. 또한 정약용은 이헌길의 생애를 다룬 《몽수전》을 집필하기도 했다.

### 성호학파 입문
1776년 결혼하여 처가에 왕래하기 위해 서울을 자주 드나들면서 이때 성호 이익의 학문을 접할 수 있었다. 같은 해 아버지가 다시 벼슬을 하여 호조 좌랑이 되었으므로 서울에 집을 세내어 살았다. 1776년 4월 10일(음력 2월 22일)에 승지 혼문으로 명성이 높은 이가환과 매부 이승훈을 만났다. 이가환은 이승훈의 외삼촌이었으며, 성호 이익의 종손으로 당시 이익의 학풍을 계승하는 중심인물이었다. 이승훈도 이익의 학문을 계승한 것을 알게 되었고, 그 영향을 받아 정약용도 그 이익의 유서를 공부하게 되었다.
이들에게서 이익의 학문을 접하면서 실학사상의 토대를 다졌다. 이익은 근기학파의 중심적 인물이었다. 정약용이 어린시절부터 근기학파의 개혁이론에 접했다고 하는 것은 청장년기에 그의 사상이 성숙되어 나가는 데 적지 않은 의미를 던져주는 사건이었다. 그리고 정약용 자신이 훗날 이 근기학파의 실학적 이론을 완성한 인물로 평가받게 된 단초가 바로 이 시기에 마련되고 있었다.
1777년(15세) 화순 현감이 된 아버지를 따라가서 화순현 북쪽에 있는 동림사에 가서 형 정약전과 함께 서책 학습에 매진했다. 1780년(18세) 아버지가 경상도 예천군수로 부임하자 예천에 가서 살았다. 1782년, 서울에 집을 마련하여 정착 한 후 과거공부에 전념하였고 1783년에 세자 책봉 경축 증광시에 합격하고 회시로 생원이 되었다. 22세에는 진사가 되어 성균관에 들어갔는데, 매달 치르는 시험과 열흘마다 치르는 순시(旬試)에 매번 높은 성적으로 뽑혀서 책과 종이와 붓을 상으로 하사받으며 정조의 총애를 받았다.

## 관직생활

### 대과 급제

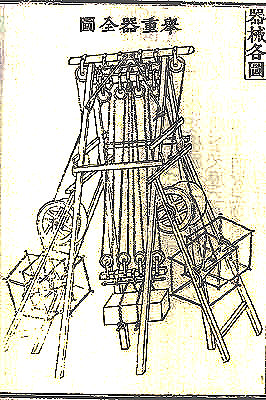
화성성역의궤에 실린 거중기

1789년(정조 13년), 27세 되던해에 대과에 급제하여 관직에 진출하였다. 규장각에서 정조의 총애를 받아 공부하면서 한강에 배와 뗏목을 잇대어 매고 그 위에 널빤지를 깔아 배다리를 만들기도 하였다. 1791년 신해박해 때 공서파의 모함으로 인해 서산 해미에 유배되었으나 11일 만에 풀려났다. 이후 사간원과 홍문관의 요직을 역임하였다. 1791년에는 수원 화성 설계에 참여하여 거중기를 활용하였다. 30세가 되던해인 1792년에는 아버지 정재원이 죽는다.

### 성균관
1794년에는 성균관에서 강의하게 되고, 음력 10월에 경기도 암행어사로서 연천, 삭녕 등을 순찰하였다. 1795년 을묘박해 사건이 벌어졌을 때 모함을 받아 그해 음력 7월에 금정찰방으로 좌천되었다. 이어 병조참지, 좌부승, 곡산 부사 등을 지냈다. 1799년에 승정원 동부승지가 되었다.

### 곡산부사
곡산 부사로 부임하기 전에 이계심이라는 농업노동자의 조세저항 운동인 이계심의 난이 일어났다. 법학자 조국 서울대학교 교수에 따르면, 정약용은 민중들의 생존권을 위협하는 조항 10여 조를 가지고 직접 나아온 이계심을 처벌하지 않고 관리의 부패에 항의하는 자들에게는 천금을 주어야 한다고 말함으로써 그의 용기를 격려하였다. 즉, 정약용은 민중들을 국가의 권위와 법으로 억누르는 게 아니라, 생존권을 요구하는 민중들의 항의를 귀담아듣는 애민 관리였다. 1799년에 형조참의가 되었는데 곧 탄핵을 받아 〈자명소(自明疏)〉를 올리고 사직하였다.

## 파란의 생애

### 천주학 입문
1776년 이가환, 이승훈과의 만남으로 성호 이익의 학문에 연을 맺었다. 자연스럽게 남인 소장파 학인들과 교류하게 되면서 성호 이익 문하에서 학습하여 학문적 명성이 자자한 권철신과도 연을 맺게 된다. 또한 이들이 천주학과 서양학문을 많이 연구하는 터라 정약용도 자연스럽게 이를 접하게 되었다. 권철신이 주도하여 1777년과 1779년에 경기도 양주에 있는 주어사와 천진암을 오가며 여러날에 걸쳐 서학교리 강습회를 열었는데, 정약용은 이벽, 정약전, 권일신, 이가환, 이기양, 이승훈 등과 함께 참여하기도 했다. 이 시기에 학문적 호기심에 서양학문과 함께 천주학을 접했다. 1784년 4월에 큰 형수의 제사에 참여했다가 귀경하면서 큰형 정약현의 처남 이벽으로부터 천주교 교리에 대해 설명을 들었다. 천지창조의 기원, 영혼과 육신, 생사의 이치에 관한 이벽의 설명은 놀랍고도 오묘하여 즉시 매료되었다. 이를 계기로 천주교에 대한 책을 여러권 탐독하며 심취했다. 그러나 그의 이런 천주교와의 인연은 곧 악연이 되어 훗날 많은 고초를 겪게 된다.

### 명례방 사건
1784년, 이벽에게서 세례를 받은 후 천주교인이 되었다. 북경에서 세례를 받은 후 귀국한 이승훈이 서울 명동에 있는 역관 김범우의 집에서 신앙모임인 '명례방공동체'를 운영하였는데 정약용도 이 모임은 참석하였다. 그러던중 1785년 초에 포졸들에게 이 비밀모임이 발각되어 형조에 끌려가는 명례방 사건이 벌어진다. 다행히 중인신분인 역관 김범우만 투옥되고 정약용을 비롯한 양반출신들은 모두 석방되었다. 그러나 김범우는 유배지에서 죽고, 이벽은 그의 부친과 갈등끝에 식음전폐하다 사망했다. 이승훈은 가문의 압박속에 배교했으며 모임의 주축이었던 양반출신들이 모두 떠나자 '명례방공동체'는 와해되었다. 이때 정약용도 일시적이나마 배교했으나 훗날 천주교인들과 은밀하게 교제를 재개했다.

### 반회사건
때는 1787년(정조 11) 10월경, 반촌에 있는 김석태(金錫泰)의 집에서 정약용은 이승훈, 강이원 등과 은밀히 천주교서적을 연구, 토론하였다. 그러한 사실을 안 이기경(李基慶)이 천주교 배척론자인 홍낙안(洪樂安)에게 알리자, 척사유생들의 상소가 잇따랐다. 그로 인하여 당사자들에게 직접적인 처벌은 내려지지 않았으나, 천주학 도서의 도입과 유포가 문제되어 조정에서 그 폐해에 대해 논의가 있었다. 이 당시 조선에는 한글로 번역된 천주교 서적이 목판으로 간행되어 저렴한 가격에 팔리고 있었는데, 충청도 지방의 산골마을에까지 천주교 서적이 보급되어 있었다. 1788년에 8월에 이경명이 서학 엄벌을 청하는 상소를 올리자 정조는 천주교를 사교(邪敎)로 규정하고 금령을 내렸다. 아울러 전국에 천주교 관련 서학서적을 색출, 소각하는 조처가 내려졌다. 반회사건이 발생한 직후 아버지 정재원은 자식들에게 천주학을 멀리하라고 명했다. 정약용은 정약전과 함께 아버지 말씀을 따랐으나 정약종은 천주학을 내려 놓치못했다.

### 신해박해
1791년, 전라도 진산에 윤지충이 모친상을 천주교식으로 치른 후 제사를 폐함으로 인해 사회적으로 큰 충격을 주는 진산사건이 발생했다. 정약용의 집안도 큰 충격에 휩싸였다. 윤지충은 정약용의 외가쪽 친척이었기 때문이다. 조상제사거부는 유학의 핵심인 '효'를 부정하는 일로써, 이는 곧 나라의 어버이 되는 왕에 대한 '충'을 부정하는 행위였다. 이는 유교이념으로 떠받쳐져 있는 조선의 지배체제 자체를 부정하고 도전하는 것이었다. 윤지충과 그의 행위에 동조한 외사촌 권상연은 참수당했다. 평택현감으로 있던 정약용의 매부 이승훈은 삭탈관직 당했다.
그동안 정조는 천주교를 일시적인 종교 현상으로 이해하여 묵인하는 온건한 정책을 펼쳤었다. 그러나 지난 1788년에 천주교를 사교로 규정했을 뿐만 아니라 이번에도 극형을 명한후 홍문관에 소장되어 있던 서양서적을 소각하여 불온한 서양사상의 전파를 차단하는 단호한 조치를 취했다. 그러나 서인들은 윤지충이 남인이었던 관계로 이 사건을 정쟁화하며 사건을 증폭시켰으며 남인들 조차 공서파와 신서파로 분열하였다.
한편 천주교가 사악한 종교로 낙인이 찍힌 이 사건을 계기로 정약용은 천주교와 관계를 완전히 청산했다. 그러나 윤지충과 친척이었던 관계로 서인들로부터 공격을 받았다. 집안내에서도 약간의 갈등이 발생했다. 둘째 형 정약전도 이번 사건 발생직후 배교를 했으나 셋째형 정약종은 반회사건과 신해박해로 전국이 소란스러웠는데도 불구하고 천주교에 대한 열정에는 변함이 없었다. 정약종은 교리에 따라 제사참여를 거부하며 갈등하다가 처자식을 데리고 한강 건너 양근의 분원으로 이사를 가버렸다.

### 을묘박해
1795년 6월, 포도청이 밀입국후 은밀히 활동하던 중국인 선교사 주문모를 체포하는데 실패하는 사건이 발생한다. 사건 관련자들이 체포되여 선교사의 도피처를 추궁받았으나 이들은 끝까지 함구하였고 모진 고문끝에 옥사하였다. 조용히 지나가는듯하던 사건은 2개월 뒤에 대사헌 권유(權裕)가 세 사람이 일찍 죽는 바람에 선교사 주문모 체포의 기회를 놓쳤는데, 이는 포도대장의 경솔함과 사건의 진상을 덮으려한 의혹이 있어 보이니 치죄해야 한다는 상소를 올리자 조정이 다시 시끄러워졌다. 부사과 박장설이 이승훈·이가환·정약용이 주문모 도주사건에 연류되었다고 의혹을 제기하자 이들을 성토하는 상소가 연이어 올라왔다.
노론 벽파의 공세가 빗발치자 정조는 한발 물러서게 되었는데, 결국 1795년 7월 25일에 이승훈을 예산으로 유배 보내고, 이가환은 충주목사로, 정약용은 충청남도 홍주 금정찰방으로 좌천시켰다. 당시 충청지역에 천주교의 교세가 크게 성장하고 있던터라 정조는 이 지역으로 이들을 보내어 교세 확산을 막음으로 천주교에 심취했었던 과오를 속죄하고 지방좌천을 통해 노론 공격의 예봉도 차단하려 내린 초치였다. 정약용은 무려 7품계나 떨어지며 체면이 몹시 구겨졌다. 그러나 정약용이 금정에서 교세 저지를 위해 펼친 노력은 실효를 거두었고 충청지역 천주교계의 거물인 이존창을 체포하는 공도 세웠다.

### 신유박해

#### 정조의 급사
형조참의를 제수받아 재직하던 중에 대사간 신헌조가 형 정약전을 부당하게 탄핵하자 '자명소'를 올리고 1799년 7월 26일에 사직하였다. 잠시 서울에 머물다가 1800년 초에 낙향하여 마재에서 지내던 중 6월 28일에 정조의 사망소식을 접하고 급하게 상경하였다. 국장을 치루는 동안에 독살설 등 많은 유언비어가 나돌며 어수선해지자 정약용은 처자를 마재으로 내려보내고 홀로 서울에 머물면서 정국을 살폈다. 겨울에 주상의 졸곡(卒哭)이 지나자 낙향하였고, 오직 초하루와 보름날 벼슬순서에 따라 차례로 열을 지어 곡하는 곡반(哭班)에만 참석하였다. 그 나머지 시간은 고향집에서 경전을 읽으며 지냈다.

#### 숙청 작업
염려했던대로 어린 순조의 섭정을 맡은 정순왕후가 1801년 음력 1월 10일에 천주교 탄압령을 내리며 남인에 대한 숙청작업을 시작했다. 오가작통법을 적용하고 역율로 다스리라는 엄명이 전국에 떨어졌다. 정순왕후는 과거에 사도세자 제거에 앞장섰던 전력이 있어 정조의 즉위를 반대했었기에 정조가 즉위한후 집안은 몰락했고 오라비 김귀주가 귀양지에서 사망하며 정조와는 원수지간이었다. 이런 정순왕후의 목표는 정조때 성장한 남인을 몰아내고 재기하지 못하도록 박멸하는 것이었다. 선왕 정조는 노론 벽파를 견제하기 위해서 남인을 중용하였다. 남인들이 서학에 관심을 두고 천주교에 가까운 자가 많았으니 좋은 명분이 되었다.
노론 벽파의 최우선 목표는 정조의 총애를 받던 이가환, 권철신, 정약용 3인의 제거에 있었다. 이가환과 권철신은 남인을 이끌고 있었고 정약용은 남인을 이끌 차세대 젊은 주자였기 때문이다. 특히 이가환은 반드시 죽여야 했는데, 이는 이가환의 가문이 조상때부터 있었던 노론 벽파와의 악연 때문으로 이가환은 노론벽파가 가장 기피하는 인물이었다. 이가환은 1791년 진산사건 직후 배교하며 천주교 탄압에 앞장섰다는 사실을 노론 벽파도 알고 있었으나 이는 중요하지 않았다. 노론 벽파가 원했던 것은 이가환이 천주교를 버렸다는 증거가 아니라 그의 목숨이었다. 이가환과 권철신은 모진 고문 끝에 옥사하였다.

#### 구속과 석방
정약용은 가슴 졸이며 지내던중에 셋째형 정약종이 서적과 서찰등을 숨기려다 관아에 적발되어 모두 압수당했다는 소식을 1월 29일에 접하였다. 마음에 준비를 하고 있었는데, 2월 8일에 전격적으로 체포되어 옥에 갇혔다. 국문장에서 단지 학문적 관심으로 천주교를 접했을뿐이었기에 이미 1791년 진산사건(신해박해)이후 천주교와 결별했다고 자신을 변호했다. 그러나 그의 목숨을 노리는 노론 벽파 앞에서는 소용이 없었다. 2월 11일에 정약종이 체포되었다는 소식이 들려왔고 그밖에도 이승훈, 최창현 등 많은 이들이 투옥되었다.
정약용은 1791년 진산사건에 충격을 받고 천주교를 버렸다. 1797년 천주교도로 오해 받자 《자명소》를 써서 반박했고 1799년에는 《책사방략》을 저술하여 배교를 분명히 한적이 있다. 또한 '동부승지 사직상소'에서도 배교했음을 분명히 밝힌적이 있었다. 이번 국문중에도 적극적으로 자신을 변론하며 천주교 지도자인 권철신, 황사영 등을 고발하였다. 또한 천주교신도를 색출하려면, 믿음이 약한 노비나 학동을 신문할 것을 제안하기도 했으나 자신의 구명에 별반 도움이 되지 않자 체념하였다.
조선인 최초로 세례를 받은 후 천주교 선교활동을 주도했던 이승훈은 정약용의 매형이고 천주교 교리 연구회장인 정약종은 셋째 형이며 지난번 진산사건(1791년)을 일으킨 윤지충은 외사촌 형이었기 때문에 정약용은 궁지에 몰려있었다. 그러던중 잡혀온 여러 신자들의 국문이 거듭될수록 정약용의 배교가 명백한 사실임을 증명하는 증거들이 쏟아져 나왔다. 분명한 물증들로 인해 정약용과 정약전은 구속된지 18년만에 유배로 감형된 후 석방되었다.

## 귀양살이
정약용은 18년간 경상도 장기, 전라도 강진 등지에서 유배생활을 했다. 유배 기간에 《목민심서》, 《경세유표》 등을 저술하였으며, 둘째 형 정약전도 물고기의 생태를 기록한《자산어보》라는 명저를 남겼다. 고난을 겪음으로써 학자로서의 지성이 자라는 새로운 경험을 한 것이다.

## 말년
1818년(순조 18) 음력 5월에 귀양이 풀려 승지(承旨)에 올랐으나 음력 8월 고향으로 돌아왔다. 혼인 60주년 회혼일 아침인 1836년 마현리 자택에서 별세하였다. 다산이 남긴 마지막 시는 〈회혼시〉였다. 정약용이 죽기 전 자녀들에게 신신당부로 이른 말은 "한양을 벗어나는 순간 기회는 사라지니 무슨 일이 있어도 한양에서 버텨라"는 것이었다.

## 추증
1910년(융희 4) 7월 18일에 정헌대부 규장각 제학으로 추증되고 시호 '문도(文度)'가 내려졌다.

## 결혼

### 장인 홍화보
1776년 4월 10일(음력 2월 22일)에 무관 홍화보의 여식인 풍산 홍씨와 혼인하였다. 장인 홍화보는 몸이 마르고 키도 작은편이었으나 용맹스러운 무신(武臣)으로 호탕한 성품에 병법에 밝았다고 한다. 1771년에 황해도 장연부사로 있으면서 병영을 설치하여 청나라 해적선 퇴치에 공을 세운바 있다. 영조 51년(1775)에는 승지로 제수되었는데, 당시에 무인이 승지가 되는 것은 이례적인 일이었다. 정조 4년(1780)에는 영남우도 병마절도사를 지낸바 있다. 이런 장인의 영향을 받은 정약용은 〈아방비어고〉등 병서를 지을 수 있었다.

### 자손들
정약용이 유배되었을 때에는 다시 과거시험을 보거나 관직에 진출할 수 없는 '폐족(廢族)'을 자처하였으나, 손자 시대에 이르러 직계 자손들이 과거에 급제하거나 관직에 나아가 폐족 신세를 면할 수 있었다. 진사에 합격하고 단양군수를 역임한 손자 정대림(丁大林), 참봉을 거처 삼척부사를 지낸 손자 정대무(丁大懋), 문과 과거에 급제하고 비서원승을 지낸 증손자 정문섭(丁文燮) 등이 대표적이다.

## 정약용의 사상

### 정약용의 철학사상
- 당시 주자학을 절대시하여 이기설·예론 등의 논쟁에만 골몰하던 학계의 현실을 개탄하고 보다 참되고 가치있는 경세치용의 실학을 건설하기 위하여 한대 이후의 오도된 유학을 거부하고, 공자·맹자의 수사학(洙泗學)으로 돌아가 유학의 본질을 파헤쳐 후인에 의하여 왜곡되고, 날조된 이론을 바로 잡으려고 하였다.

- 이이·유형원·이익의 경세학적 태도를 이어받아 새 시대의 새 학문으로 집대성하였고, 당시 중국에 유입되고 있던 서양의 종교·과학 등에 접촉하여 이에 긍정적인 태도를 보였다.

- 새 학문의 목적을 고증·경세(經世)·목민(牧民) 등에 두고 공자로부터 재출발하여 전연 독자적인 체계를 수립하였다.

- 천(天)을 유형천(有形天)과 주재천(主宰天)·역리천(易理天)으로 구분하고, 주재천에의 신앙을 강조하였다.

- 천명을 정치적으로는 인심으로, 윤리적으로는 정명(正命)으로 보아 백성을 위한 군자의 사명을 강조하였다.

- 주자의 천리설(天理說)과 이기설(理氣說)을 부정하고 천명이 도심(道心)에 있다는 입장을 취하였다.

- 인성론(人性論)에 있어 인간의 본성은 기호(嗜好)라는 성기호설(性嗜好說)을 주장하고, 사람에게는 도의지성(道義之性)과 금수지성(禽獸之性)의 양성(兩性)이 있음을 밝혀 이들 양자간의 갈등을 인정하였다.
- 인물성동이논변(人物性同異論辨)에 있어 한원진의 인물성이(人物性異)를 지지하면서도 기질(氣質)의 성(性)은 같되 본연의 성은 다르다는 새로운 입장을 취하고, 주자학의 기질지성청탁수박설(氣質之性淸濁粹駁設)을 부정하였다.
- 주자의 이기론(理氣論)을 전면 거부하고, 공자·맹자의 양기설(養氣說)을 다시 주장하고 이를 목민(牧民)사상과 연결지었다.

- 역리(易理)의 성립과정을 합리적·과학적으로 해명하여 음양(陰陽) 64괘(卦) 등을 미신적인 교리(敎理)로 보는 데 반대하였다.

- 성인(聖人)을 신격화하는 데 반대하고, 인간은 누구나 성(誠)을 다하면 성인이 될 수 있다고 하였다.

- 공자의 충서(忠恕)·효제(孝悌) 이외에 자(慈)를 강조하여 윗사람의 아랫사람에 대한 의무·사명으로 하였다.

- 성정중화론(性情中和論)에 근거하여 예악중화론(禮樂中和論)을 전개하고 원시 유교의 왕도(王道)사상을 강조하였다.

요컨대 정약용은 한나라 이후 유학의 병폐·타락을 성리(性理)·훈고(訓話)·문장(文章)·과거(科擧)·술수(術手) 등 다섯 가지로 지적하고, 공자에게로 돌아가 보다 합리적이고 건전하며 실제적인 신유학(新儒學)을 건설하여 조선 봉건사회의 모순을 극복하려고 한 주체적·혁명적 사상가였다고 할 수 있다.

### 사회주의 토지정책

#### 정전제를 주장한 배경
1755년 사형당한 유수원이 <우서>에서 비판한 대로, 다산 당시 농토의 100%를 사대부가 독점하여 평민들은 모두 소작농이었다. 이 상태는 일제강점기까지 계속되었다. 1944년 일제의 통계는 전국 농토의 64%가 소작된 것으로 나타났다. 나머지 36%는 사대부가 머슴들을 부려 직접 경작한 것이다. 이는 사대부 계층이 일제와 협력했다는 방증인데, 역사학자 이덕일이 쓴 《우리역사 수수께끼》(김영사)에 따르면, 일제강점기의 농촌의 실제 권력은 일제가 아닌 향촌사회의 양반사대부라고 보기도 한다.
다산의 <전론>에 따르면 당시 추정 인구 800만(사망신고를 해도 산 사람으로 취급해 세금을 징수하는(백골징포) 등으로 정확한 추정 불가)에 농토가 800만결이었다. 일 가구당 1결이 되어야 굶어죽지 않는다. 다산의 추정에 따르면 사대부 1인이 평균 990명분의 농토를 차지하였고, 영남의 최씨와 호남의 왕씨는 3990명이 소유할 농토를 독점하고 있었다.
사대부는 소작인에게 세금까지 부담시켰다. 소작료는 평균 소출의 25%였으나 30%까지 올랐다. 당쟁과 홍경래의 난 등으로 몰락한 양반들과 난에 가담한 평민들이 노비계층으로 떨어져 헌종 때는 노비의 인구비중이 35%에 달했다. 이들은 일제 강점기에 노비제도가 없어져 노예의 신분에서는 벗어났지만, 양반사대부 계급인 지주들이 토지를 독점하여 소작인들을 착취하였으므로 빈곤층에서 벗어나지 못했다. 이러한 갈등은 1923년 전라남도 신안군 암태면 소작농민들이 지주 문 씨와 친일 지주들과 결탁한 일제에 저항하여 소작쟁의를 한 계급투쟁에서 잘 드러난다. 역사학연구소에서 펴낸 《교실밖의 국사여행》(사계절)에 따르면 당시 소작인들이 농사를 지어 수확하면, 80퍼센트를 소작료로 가져가는 착취를 했고, 이에 소작농민들이 소작쟁의를 하여 소작료를 낮춤으로써 처지를 바꾸는 중요한 일을 했다. 당시 지주와 결탁한 일제 경찰에서 농민들을 구속하여 목포 지방법원으로 송치하자, 농민들이 목포 지방법원 앞에서 노숙농성을 하였는데, 당시 동아일보에서는 "하늘을 이불삼아 싸운다."라고 보도했다. 이러한 계급갈등은 남북한에서 1946년(북한), 1948년(남한)에서 무상몰수-무상분배(북한), 유상몰수-유상분배(남한)방식으로 토지개혁을 함으로써 농민들에게 토지가 돌아감으로써 지주 계급이 소멸함으로써 해소되었다.

#### 정전제의 내용
중농주의 실학자로서 토지의 무상 분배, 공동 노동-공동 분배를 함으로써 토지 불평등을 개선하고자 한 사회주의 토지 정책인 여전론과 정전론을 상상하며 조선 실학을 집대성하였다. 정전론은 토지를 우물 정(井)으로 나누면 모두 9구역의 땅이 나오는데, 이중 8구역은 8명의 농민들에게 나누어주어 농사를 짓도록 하고, 1구역은 공동 노동을 하여 국가공동체의 복리를 위한 비용인 세금을 내도록 하자는 것이다. 여전론은 여(이문 여,閭)를 농민들이 공동 노동, 공동 분배하는 사회주의 토지정책이다. 그렇지만 농민들이 공동으로 노동하고, 농업노동자가 일한 만큼 나눠주는 토지불평등 해소정책이니,  현재 북한과 같은 토지정책은 아니다. 정약용 선생이 자신의 사회주의 사상을 실천하기 위한 점진적인 방법이 1819년 정약용이 전라도 강진군에서 유배를 할 때에 상상한 정전론이다.

### 청렴하고 평등한 경제
다산의 사상을 연구하는 박석무 다산연구소 이사장에 의하면, 다산 선생은 평등하고 청렴한 경제(공렴,公廉)으로써 불평등하고 부패한 경제를 개혁해야 한다고 주장했다. 다산은 부자의 것을 덜어서 가난한 이들을 돌보는 손부익빈(損富益貧)으로써 소득불평등을 풀어가고자 했고, 사회경제적 약자들을 4대 궁인(홀아비, 과부, 고아, 독거노인), 노약자, 어린이, 초상을 당한 사람, 질병을 앓은 환우, 재난피해자 등으로 분류해 사회와 국가에서 애민(愛民)사상으로 이들을 배려함으로써 조선이 복지국가가 되기를 바랐다.

### 과학기술
수원 화성 건축 당시 기중가설(起重架說)에 따른 활차녹로(滑車轆轤 : 도르래)를 만들고 그를 이용해 거중기를 고안하였다. 또한, 유교 경전에 대한 새로운 해석을 통해 당대 조선을 지배한 주자학적 세계관에 대한 근본적인 반성을 시도하였다. 문집으로 여유당전서가 있다. 정조의 생모 혜경궁 홍씨, 정조의 다른 최측근인 홍국영과 친인척 관계이기도 하다.

## 정약용과 천주교
정약용은 신해박해(1791년) 당시 조상의 제사를 불허하는 교황 비오 6세의 교서가 내려지자 대부분의 양반 신자들과 함께 배교하였고, 신유박해(1801년) 때는 형인 정약종 아우구스티노의 문제로 같이 국문을 받았으나, 정약종의 집에서 발견된 편지에서 "중(仲, 정약전), 계(季, 정약용)가 함께 서학(천주교)을 할 수 없으니 내 죄다."(仲季之恨不同學) 같은 문서가 발견되면서 해당 시점에서 천주교를 믿고 있다는 혐의가 사라진다. 오히려 정약용은 권철신, 황사영 등을 고발하고 믿음이 약하고 사리 분별력이 상대적으로 떨어지는 노비나 어린이를 중점적으로 심문하여, 천주교 신자에 대한 정보를 알아내는 방법을 제시하는 등 천주교 신자 색출에 적극적으로 나섰다. 
문제가 되는 것은 과연 이후에 정약용이 배교자로 남았는지, 아니면 회개하고 천주교로 원복했는지는 의견이 분분하다. 정약용이 천주교를 믿었음을 후회하는 글을 여럿 남겼으며, 아무도 볼 위험이 없고 자신의 삶을 회고하는 자찬묘지명에서조차 천주교에 대한 언급이 없다는 이유로 정약용이 끝까지 배교자로 남았다고 간주하고 있다. 
이미 1984년부터 정약용을 천주교 신자로 천주교의 인물로 다루려는 시도가 있었고, 이에 대한 학자들의 반론도 있었다. 한국에서 정약용이 겉으로만 배교했지 평생 가톨릭 신앙을 버리지 않았다는 주장을 하는 대표적인 학자는 2019년 《다산독본- 파란》을 펴낸 정민 한양대 교수로, 정 교수는 다산이 천주교 초기 신부(神父) 중 한 사람이었으며 겉으로 배교했으나 속으로는 평생 천주를 믿고 의지했다는 것을 여러 자료를 통해 설파한다. 하지만 정민과 마찬가지로 정약용 연구의 권위자 가운데 한 명인 박석무는 "정약용은 배교한 뒤로 천주교와 완전히 관계를 끊었고 이후의 생은 천주교와 아무런 관련이 없다"며 그런 주장들을 부정하였다. 
반면 샤를르 달레 신부의 《조선천주교회사》에는  정약용이 배교 행위에 대해 참회하였으며, 수시로 몸에 고통을 가하는 보속 행위를 하였고, 죽기 전에는 마침 조선에 들어와 있던 중국인 유방제 파치피코 신부에게 병자성사를 받았다는 일화를 전하고 있다. 다만 달레 신부가 조선천주교회사를 지으면서 주요 참고 문헌으로 삼았다는 정약용의 '조선복음전래사'가 실존하는 서적인지에 관해서는 이견이 많다. 달레 신부는 이 책이 박해 기간 중에 땅에 묻혀 유실되거나 가족들이 비본(秘本)으로 소장하고 있다고 생각하였지만, 일제강점기에 나온 다산의 비공개 저술들은 대부분 정약용 자신의 자찬묘지명과 신유박해 때 유배간 친지들 묘지명이었고, 거기에 <조선복음전래사>는 없었다(이에 대해서는 달레 신부가 정약용의 묘지명들을 그리 부른 게 아닌가 하는 설도 있지만, 현존하는 묘지명들 가운데 《조선천주교회사》와 맥락을 같이하는 내용은 없다). 
정약용이 천주교를 이후에 가까이 했다고 주장하는 측에서는 정약용의 무덤을 이장하기 위해 발굴했을 때 출토되었다는 십자고상을 증거로 내세웠다. 이 십자고상은 부산 오륜대 한국순교자박물관에 전시 중이다. 이 십자가의 첫 소장자는 부산 오륜대한국순교자박물관 관장이자 수녀인 배선영 노엘라였는데, 배 노엘라 수녀에 따르면 정약용의 4대손인 '정 바오로'라는 분이 1965∼1968년 사이 기증한 것으로 기증자의 실명과 정확한 기증 날짜는 기록에 남아있지 않다"고 밝혔다.
정약용의 4대 손 가운데 정 바오로라는 사람이 있었는지, 있었다면 그 사람이 누구인지 알 길도 없다. 처음에 천주교 서울대교구는 해당 십자가를 “다산이 지녔던 것으로 경기도 남양주시 조안면 능내리 마재에 있는 그의 묘에서 발굴돼 4대 후손이 기증했다”고 알렸고, 나아가 바티칸 박물관에 이 십자가를 전시하는 것까지 추진했다. 하지만 이에 관해 다산연구소 소장으로 한국의 다산 연구의 권위자 가운데 한 명인 박석무가 직접 정호영(정약용의 7대 종손)을 직접 찾아가서 “집안에서 다산의 묘소를 통해 십자가를 발견한 적이 있느냐"고 물었는데, 정호영은 "다산의 묘소는 한 번도 이장·파묘를 한 적이 없는데 어떻게 무덤에서 십자가가 나올 수 있겠느냐"라고 답변하였다. 박석무가 소장으로 있는 다산연구소는 2017년 8월 16일 천주교 서울대교구에 공문을 보내 "근거 사실을 분명히 밝힐 수 없다면 이 십자가를 전시 물품에서 제외하는 것이 현명할 것이다"라는 의견을 전했고, 결국 서울대교구는 최종적으로 해당 십자가를 바티칸 전시 품목에서 제외시켰다. 현재까지도 오륜대 한국순교자박물관에서는 '정약용의 후손에게서 기증받았다'는 말을 제외하고 언제 이장했으며 누구에게 언제 이 유물을 받았는지 밝히지 못하고 있는 채로 '정약용의 무덤에서 나온 것'이라는 처음의 주장을 바꾸지도 않고 있다.

## 평가
조선 근대 공학의 기반을 마련하는데 큰 기여를 하였다. 또한, 정약용은 유형원·성호 이익을 통해서 내려온 실학사상을 한 몸으로 집대성했다. 한국 근세에서 남인학파의 정치적으로 비현실적인 태도에 비하여, 다산은 남인학파 중에서도 다분히 실제적인 경험을 지녔다. 정조 시기 중앙 관리로서의 경력, 지방행정의 경험, 연천(連川) 방면의 암행어사 행각, 청년 시절의 왕환(往還)과 부친의 임소(任所) 견문 등을 바탕으로 강진 다산초당에서 귀양살이를 하며 자신의 학문·사상을 체계화해 정리할 수 있었다.
다른 실학자들처럼 성리학·천문·지리·역상(曆象)·산학(算學)·의복(醫卜)에 관련된 저서는 물론 《경세유표》와 《목민심서》, 《흠흠신서》 등은 모두 ‘다산학’의 귀결이라고 할 수 있는 사회·경제·사상의 총괄 편으로 정박명절(精博明切)하며 탁견(卓見)이 아님이 없다.
이러한 사상이 급속도로 붕괴해 가던 조선사회에 적절히 적용되지는 못했지만, 다산이야말로 조선조 학계에 전개된 진보적인 신학풍을 한 몸으로 총괄·정리하여 집대성한 실학파의 대표인 것이다. 일찍이 위당 정인보는 "선생(茶山) 1인에 대한 연구는 곧 조선사의 연구요, 조선 근세사상의 연구요, 조선 심혼(心魂)의 명예(明銳) 내지 전조선 성쇠존망에 대한 연구" 라고까지 평하여 그의 학문·저술에 대하여 깊은 관심을 나타내었다.
정약용은 방대한 저술을 남겼으나 대부분을 한문으로 썼으며 가족과 주고받은 편지도 한문을 사용했다. 국어교육학 박사인 김슬옹은 '우리문화신문'에 기고를 통해, 정약용이 철저히 한글을 외면했음을 지적하며, 사상의 위대함이 표현과 소통의 위대함으로 이어지지 못한 점을 아쉬워했다. 또한 정약용 역시 성리학과 실학의 한계를 벗어나지 못한 양반 사대부였음을 비판하였다.

## 저서

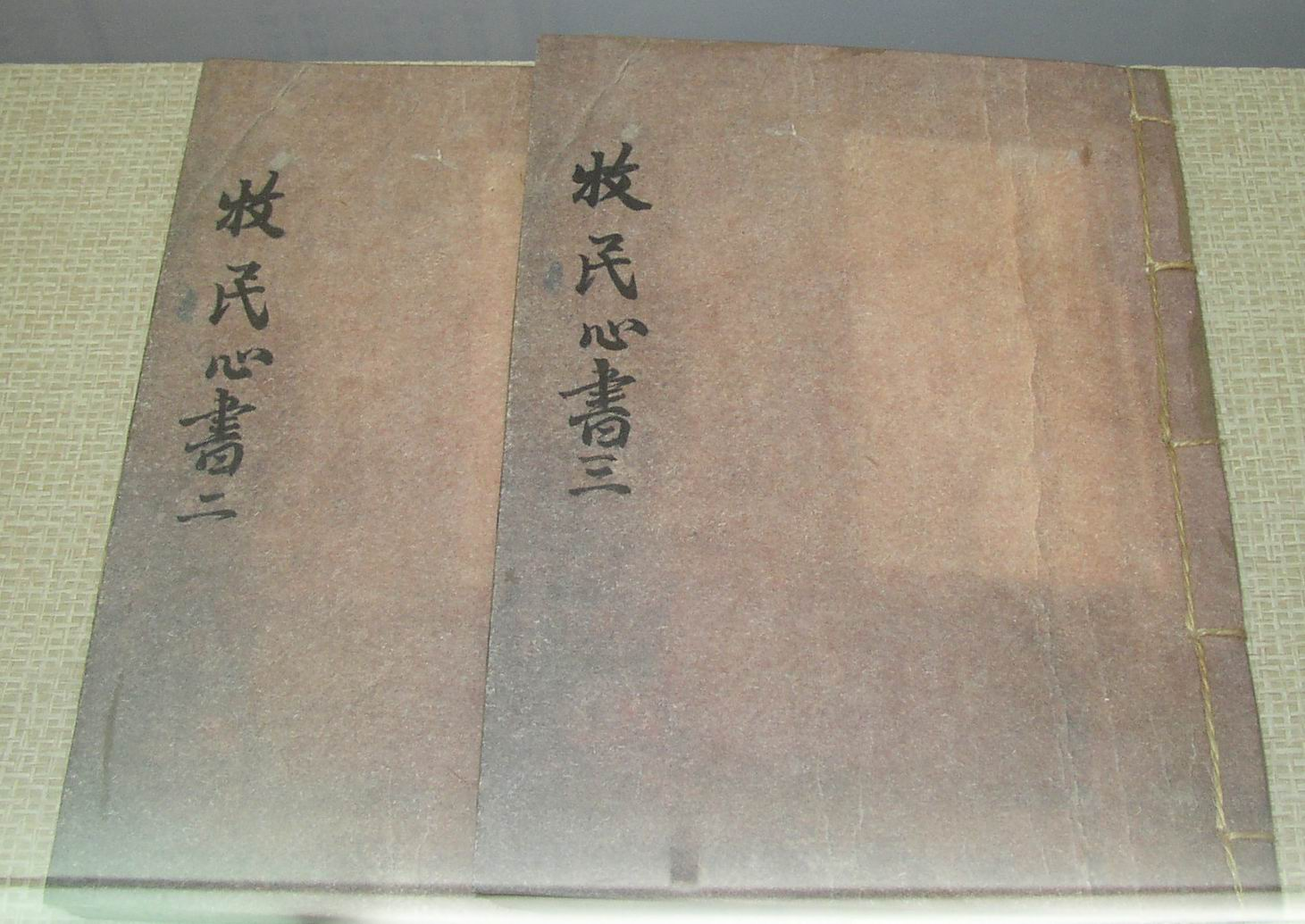
목민심서

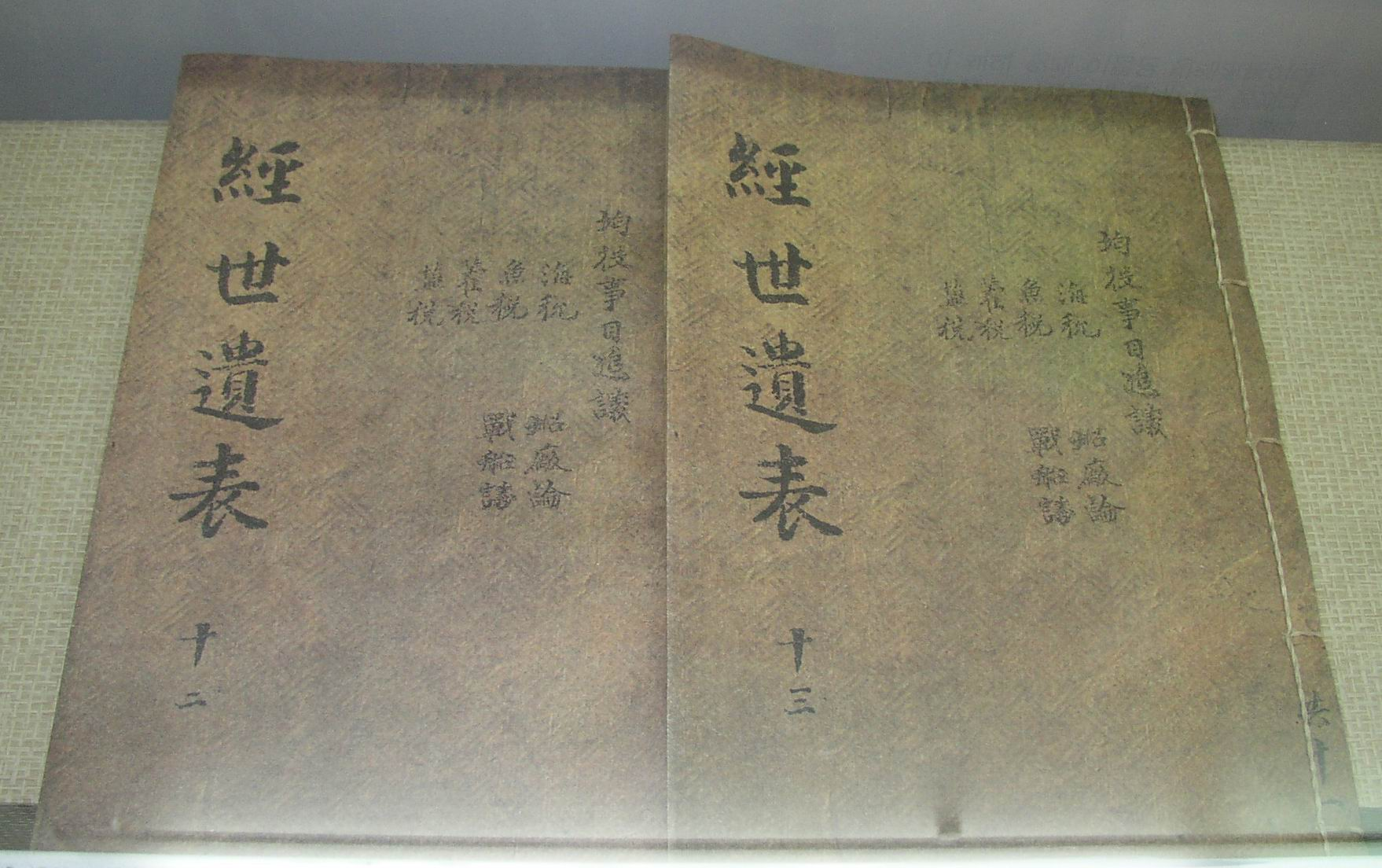
경세유표

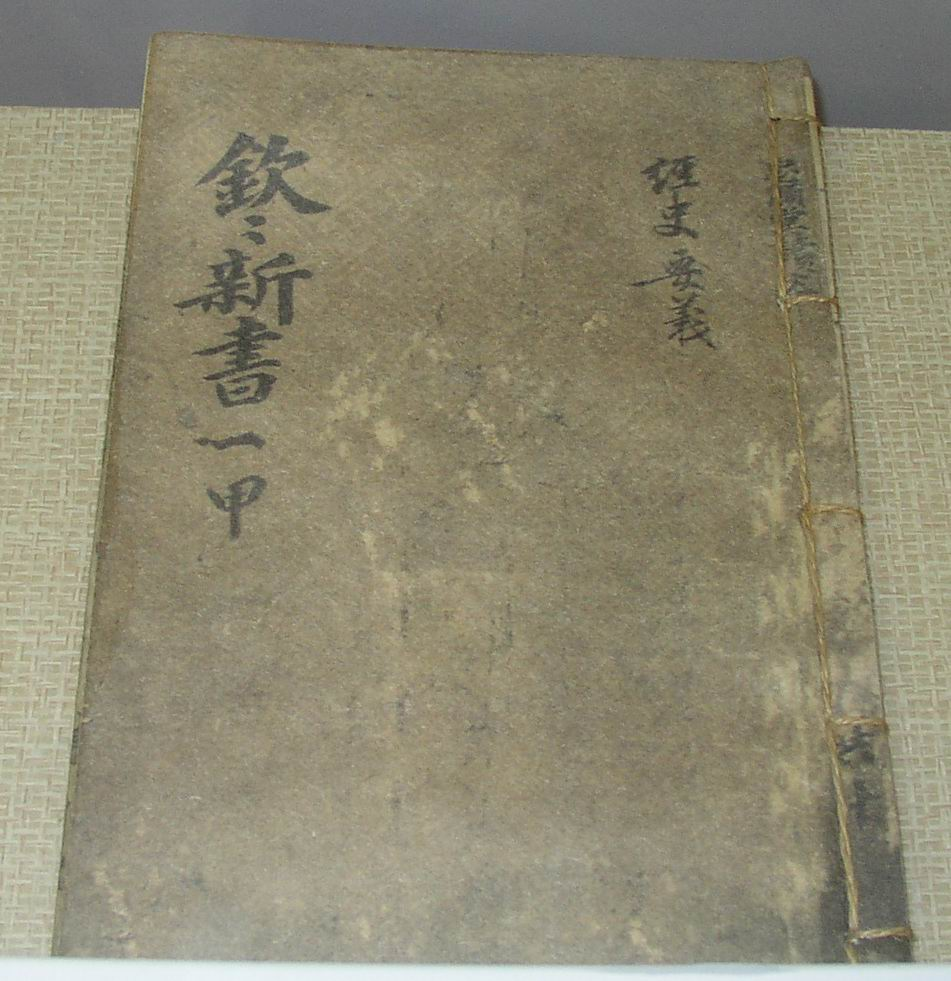
흠흠신서

### 3대 저서
정약용은 한자가 생긴이래 가장 많은 책을 저술한 인물로 알려져 있다. 그가 저술한 500 여권의 책중에 이른바 '1표 2서'라 불리는 목민심서, 흠흠신서, 경세유표는 정약용의 주요 저서로 꼽힌다.
- 《목민심서》 : 백성을 다스리는 지방 목민관(牧民官, 수령)의 치민(治民)에 관한 요령과 감계(鑑戒)가 될 만한 마음가짐과 태도 등을 저술한 책이다.
- 《흠흠신서》 : 곡산부사로 재직할 때 실제 수사했던 사건들을 바탕으로 서술한 판결과 형벌 및 치옥(治獄)에 대한 주의와 규범에 관한 책으로 사람의 생명에 관한 일을 가벼이 처리하지 않도록 유의할 점을 적었다.
- 《경세유표》 : 관제·군현제와 전제(田制)·부역·공시(貢市)·창저(倉儲)·군제·과거제·해세(海稅)·상세(商稅)·마정(馬政)·선법(船法) 등 국가 경영에 관한 일체의 제도 법규에 대하여 적절하고도 준칙(準則)이 될 만한 것을 논정(論定)한 책이다.

### 기타
- <자찬묘지명(自撰墓誌銘)> : 정약용이 회갑을 맞던 해 자신이 직접 쓴 자신의 일대기이다.
- 《논어고금주》
- 《맹자요의》
- 《대학공의》
- 《대학강의》
- 《중용자잠》
- 《중용강의》
- 《소학주관》
- 《소학기언》
- 《시경강의》
- 《상서고훈》
- 《매씨서평》
- 《춘추고징》
- 《주역사전》
- 《역학서언》
- 《심경밀험》
- 《상례사전》
- 《상례외편》
- 《상의절요》
- 《제례고정》
- 《의례문답》
- 《상례작의》
- 《악서고존》
- 《아언각비․이담속찬》
- 《문헌비고간오》
- 《아방강역고(我邦疆域考)》
- 《대동수경》
- 《풍수집의》
- 《마과회통》
- 《삼미자집(三眉子集)》: 정약용이 어릴 때 천연두를 앓았다가 나았는데, 그때 오른쪽 눈썹에 그 자국이 남아 눈썹이 셋으로 나뉘어 삼미(三眉)라 불렸다. 이 《삼미자집》은 정약용이 10세 이전에 지은 글을 모은 문집이다.
- 《아학편(兒學編)》

### 편지모음
다산 정약용 선생이 1801년부터 1818년까지 장기와 강진에서의 유배길에 올랐을 때에, 두 아들(학유,학연)에게 보낸 편지, 부인이 결혼할 때에 입은 치마에 써내려간 시(하피첩), 딸에게 보낸 시화집을 창비에서 출판했다.(《유배지에서 보낸 편지》/박석무 편역/창비)

### 죽은 아들을 그리워한 글
다산 선생이 1801년 신유박해로 인해 전라남도 강진군으로 유배되었을 때에 아들인 농아가 어린 나이에 병으로 죽었다.
한국방송통신대학교에서 펴낸 《글과 생각》교과서와 워크북에 실린 다산의 기록에 따르면, 다산은 부인 사이에서 아들과 딸을 두었는데, 성년까지 자라지 못하고 죽은 자녀들도 있었다. 이 책에 구전문학을 전공한 박종성 교수의 해설과 함께 죽은 아들을 그리워하는 글이 실려 있다. 농아는 홍역과 천연두로 죽었는데, 전라남도 강진군이 바다와 마주하는 지역이므로 아들에게 소라껍질을 보내어 소통을 하던 다산으로서는 아들의 임종을 지키지도 못하고 떠나보낸 일이 매우 마음아픈 일이었다. 아들의 죽음을 전해들은 그날은 공교롭게도 농아의 생일이었다.
그래서 아들의 묘지명을 농아 엄마에게 들은 이야기, 붕당정치를 벗어나 농사를 지으면서 소박하게 살라고 농아라고 이름을 지어준 이야기, 소라(객관적 상관물, 다산과 아드님의 소통을 뜻하는 상징물이다.)를 보낸 이야기(농아는 영리하게도 아빠가 소라껍질을 보낸 뜻을 알고 있어서 무척 반가워하고, 소라껍질이 오지 않으면 서운하게 여겼다고 한다.)를 써서 직접 지었으며, 아들 학유, 학연에게 편지를 보내어 이전에 죽은 아들들은 임종이라도 지켰지만, 농아는 그렇지 못해 마음이 아프며, 엄마가 마음이 아프실 테니 돌볼 것을 부탁했다.

## 기타

### 세계기념인물(UNESCO)
정약용은 '2012년 유네스코 세계기념인물'로 장자크 루소와 헤르만 헤세가 함께 선정됐다. 2012년이 다산 정약용 탄생 250주년되는 해를 기념하기 위한 것이었다.  유네스코는 2004년부터 유네스코가 추구하는 이념과 가치가 일치하는 역사적 사건과 인물, 명사의 기념일을 유네스코 연관 기념행사로 선정해 중요성을 부여하고 있다. 2013년에는 동의보감 발간 400주년이 유네스코 기념의 해로, 2021년은 김대건 신부 탄생 200주년을 기념하기 위해 유네스코에서 '2021년 유네스코 세계기념인물'로 선정한 바 있다.

### 노론의 적개심
생전 500여권 이상의 저작들을 출간하였다. 저작들의 대부분은 유배생활 19년간 집필한 것이다.
20세기 초반까지도 노론계 인사들은 남인에 속하는 정약용에 대한 증오와 적개심을 유지했고 그를 혐오하였다. 한국에 서점의 개념이 도입된 1890년대 이후, 자유롭게 책을 사서 읽을 수 있었음에도 그의 저술들을 외면하였고, 윤치호는 노론계 인사들이 그의 책을 읽지도 사지도 않는다고 지적하였다.
어젯밤 추도식을 지낸 다산 정약용이야말로 이조가 배출한 아니 박해한 위대한 학자이다. ...(이하 중략)... 그는 16년 동안 유배 상활을 하면서 매우 광범위한 주제를 다룬 70여 권의 귀중한 원고를 남겼다.
그런데 요즘에도 노론계에 속하는 인사들은 그가 남인이었다는 이유만으로 그의 책을 읽지도, 사지도 않는다.

-윤치호일기, 1935년 7월 17일자

### 홍국영과의 관계
정조의 생모 혜경궁 홍씨, 정조의 다른 최측근인 홍국영과 인척관계이기도 하다. 정약용의 장인 홍화보가 홍국영의 증조부뻘, 혜경궁에게는 할아버지(조부)뻘이 된다. 홍이상의 둘째 아들 홍영(1584년생)과 넷째 홍탁(1597년생)은 13년 나이차였고, 홍영의 증손자 홍중기(홍만용의 아들)와 홍탁의 손자 홍만기가 동갑이었고, 홍탁의 손자 홍만기는 40세가 다된 늦은 나이에 아들 홍중후를 봤다. 홍중후는 1687년생으로 8촌인 홍중해(홍국영의 고조부), 홍중기(혜경궁 홍씨의 증조부)와는 29세와 38세의 나이 차이가 난다. 따라서 같은 친척임에도 항렬차가 많이 나게 되었다.

### 심환지와의 관계
노론 중 벽파의 일원인 심환지는 정약용을 미워하면서도, 정약용의 형제들 중 정약용을 특별대우했다. 정약용을 추국하면서 이런 혼우라도 믿을수 있어야지라고 중얼댄 것을 정약용이 여유당전서에 실어놓았다. 심환지왈, 출출(어허, 이런), 혼우라도 믿을수가 있어야지(沈煥之曰, "咄咄, 婚友不可恃")라 했다.
정약용의 둘째 아들 정학유는 1800년 초, 심욱(沈澳)의 딸과 결혼했는데, 심욱의 10대조 할아버지 심달원(沈達源)이 심환지의 10대조 할아버지 심연원(沈連源)의 친동생이었다. 심연원의 손자 심의겸과 그 후손들은 서인이 되었지만, 퇴계이황의 문하생 고봉기대승의 문하에서 수학한 심달원의 후손들은 그대로 동인, 남인 당원이 되었다.

### 공부방법
정약용의 공부방법은 초서법이다.
초서법은 책을 처음부터 끝까지 쓰는 방식인데 약간 다르게 하였다. 원래는 깜지같은데 정약용은 중요한 부분만 골라서 기록하였다고 한다.

## 가계
- 조부: 정지해(丁志諧, 1712년 ~ 1756년), 자는 우경(虞卿)
- 조모: 풍산 홍씨(1712년 ~ 1753년), 홍길보(洪吉輔)의 딸
  - 아버지: 정재원(丁載遠, 1730년 ~ 1792년), 자는 기백(器伯), 생원, 진주목사 역임
  - 전모 : 의령 남씨(1729년 ~ 1752년), 남하덕(南夏德)의 딸
    - 이복형 : 정약현(丁若鉉, 1751년 ~ 1821년) : 자는 태현(太玄), 이벽(李檗, 1754~1786)의 누이와 혼인, 3남 6녀를 두었으며 맏딸 정난주(丁蘭珠, 아명 命連, 1773년 ~ 1848년)는 황사영 백서사건을 일으킨 황사영(黃嗣永, 1775년 ~ 1801년)과 결혼하여 아들 황경한(黃景漢)을 둠. 진사

  - 생모: 해남 윤씨 윤소온(尹小溫, 1728년 ~ 1770년) : 윤덕렬(尹德烈)의 딸, 윤두서의 손녀, 윤선도의 오대손녀
    - 큰형 : 정약전(丁若銓, 1758년 ~ 1816년) : 자는 천전(天全), 물고기 이야기인 자산어보를 썼다.
    - 작은형 : 정약종(丁若鍾, 1760년 ~ 1801년) : 자는 양중(養重), 신유박해 때 순교자로 장남 정철상(丁哲祥, ?∼1801년)도 같이 순교. 후처 유소사(柳召史, 세실리아, 1761년 ~ 1839년), 후처소생 정하상(丁夏祥, 바오로, 1795년 ~ 1839년)과 정정혜(丁情惠, 1796년 ~ 1839년) 역시 기해박해로 순교.
    - 본인 : 정약용(丁若鏞)
    - 부인 : 풍산 홍씨(1761년 ~ 1839년) : 경상우도 병마절도사를 지낸 홍화보의 딸과 1776년 4월 10일(음력 2월 22일)에 혼인하였다.[21] 10번 잉태하여 첫 잉태 때 유산하고 6남 3녀를 낳았지만 4남 2녀가 요절하였는데 요절한 자녀들은 대부분은 천연두로 사망하였다.
      - 장녀 : 정씨(1781년 7월 ~ 1781년 7월), 4일만에 사망
      - 장남 : 정학연(丁學淵, 1783년 9월 12일 ~ 1859년) : 아명은 무장(武䍧) · 무아(武兒), 초명 후상(厚祥), 자는 치수(穉修)
        - 손자 : 정대림(丁大林, 1807년 5월 28일 ~ 1895년) : 진사, 단양군수. 자는 사형(士衡)
          - 증손자 : 정문섭(丁文燮, 1855년 1월 20일 ~ 1908년 8월 15일) : 문과 급제, 비서원승, 생부 정대무(丁大懋)

        - 손녀 : 정씨, 청풍 김씨 인물 김형묵(金亨默)에게 출가

      - 차남 : 정학유(丁學游, 1786년 7월 29일 ~ 1855년 2월 1일) : 아명은 문장(文䍧) · 문아(文兒), 초명은 학상(學祥), 자는 치구(穉求)
      - 며느리 : 청송 심씨, 심오(沈澳)의 딸, 예조판서 심각(沈瑴)의 증손녀
        - 손자 : 정대무(丁大懋, 1824년 5월 18일 ~ ?) : 참봉, 삼척부사. 자는 자원(子園)
        - 손자며느리 : 청송 심씨, 심동량(沈東亮)의 딸, 예조판서 심각(沈瑴)의 현손녀
        - 손자 : 정대번(丁大樊, 1833년 ~ ?), 통리군국사무아문 병무주사
        - 손자 : 정대초(丁大楚, 1835년 ~ 1904년)
        - 손녀 : 풍천 임씨, 임우상(任祐常)에게 출가
        - 손녀 : 해남 강씨, 강은주(姜恩周)에게 출가

      - 삼남 : 천연두로 사망(1789년 12월 25일 ~ 1791년 4월 2일), 아명은 구장(懼䍧) ·구악(懼岳)
      - 차녀 : 천연두로 사망(1792년 2월 27일 ~ 1794년 1월 1일), 아명은 효순(孝順) · 호동(好童)
      - 삼녀 : 정씨 (丁氏 1793년 ~ ?), 친구 윤서유(尹書有, 1764년 ~ 1821년)의 아들 윤창모(尹昌模, 1795년 ~ 1856년)와 1812년 혼인
      - 사남 : 천연두로 사망(1796년 11월 5일 ~ 1798년 9월 4일), 아명은 삼동(三童)
      - 오남 : 태어난 지 얼마 안 되어 천연두로 사망(1798년 ~ 1798년)
      - 육남 : 천연두로 사망(1799년 12월 2일 ~ 1802년 11월 30일), 아명은 농장(農䍧) · 농아(農兒)

    - 첩 : 남당네, 유배 생활을 함께 한 첩으로 한시 《남당사》의 저자로 추정
      - 서녀 : 홍임

    - 누이 : 이승훈(李承薰)에게 출가

  - 서모 : 김씨 (金氏, 1754년 ~ 1813년) : 생모 해남 윤씨 별세 후 정재원의 소실로 들어와 정약용 형제를 양육함.
    - 이복 동생 : 정약횡(丁若鐄, 1785년 ~ 1829년) : 자는 규황(奎黃)
    - 이복 누이 : 채홍근(蔡弘謹)에게 출가
    - 이복 누이 : 이중식(李重植)에게 출가

  - 숙부 : 정재운(丁載運) : 할아버지의 아우인 정지열(丁志說)의 양자로 출계
  - 숙부 : 정재진(丁載進)

## 정약용이 등장한 작품

### 영화
- 《다산 정약용》(MBC, 1983년, 배우:정욱)
- 《파문》(MBC, 1989년, 배우:전국환)
- 《소설 목민심서》(KBS2, 2000년, 배우:이진우)
- 《이산》(MBC, 2008년, 배우:송창의 (67회~77회))
- 《조선추리활극 정약던》(OCN, 2009년, 배우:재정)
- 《성균관 스캔들》(KBS2, 2010년, 배우:안내상)
- 《구르미 그린 달빛》(KBS2, 2016년, 배우:안내상)

### 뮤지컬
- 《정조대왕》 (2007년, 배우:이훈)

### 영화
- 《영원한 제국》(1994년, 배우:김명곤)
- 《바람과 함께 사라지다》(2012년, 배우:천보근, 송중기)
- 《자산어보》(2021년, 배우:류승룡)

## 같이 보기
- 로마 가톨릭교회
- 남인
- 사림파
- 실학
- 마현 다산마을
- 황사영 백서 사건
- 이벽
- 권철신
- 정약종
- 정약현
- 정해인
- 황사영
- 이승훈
- 심각
- 심대윤